# 长村水库
长村水库是中国广西壮族自治区来宾市象州县境内的一座水库，位于柳江支流罗秀河上，建于1959年。水库正常库容为664万立方米，集雨面积为18平方千米，海拔为144.12米。